# Herberto de Wetterau
Herberto de Wetterau (c. 925 ou 930 - 992) foi Conde Palatino de Kinziggau de Engersgau, de Wetterau e de Gleiberg.

## Biografia
As origens de Herberto encontram-se na família Conradines, e era filho do Conde Udo I de Wetterau, a quem o Imperador Otão I, Sacro Imperador Romano-Germânico (Wallhausen, 23 de novembro de 912 — Memleben, 7 de maio de 973), tinha dado o direito de dividir o seu território entre por seu filhos em vez de ser somente ao mais velho. 
Foi herdeiro do Castelo de Gleiberg, localizado no cimo de uma alta formação basáltica. Este castelo atualmente encontra-se no distrito de Gießen.

## Relações familiares
foi filho de Udo I de Wetterau e casado com Irmentrude de Maingau (957 - 1020), filha de Godofredo de Gulik (905 -?), de quem teve:
1. Irmentruda Conradina de Gleiberga (970 -?) casada com Frederico do Luxemburgo[1][2] (965 – 6 de outubro de 1019) foi um nobre francês com origem na Dinastia de Ardenas-Verdun, conde de Mosela, de Salm e Luxemburgo,
2. Gebarta (c. 970 - 8 de novembro de 1016),
3. Gerberga (c. 970 - 1036),
4. Otão de Hammerstein (c. 975 - 5 de junho de 1036)